# Tullio Covaz
Tullio Covaz (eigentlich Tullio Kovacs, * 23. August 1904 in Rom; † 1978 ebenda) war ein italienischer Regisseur.

## Leben
Covaz kam von der Theaterarbeit, der er auch sein Leben lang verbunden blieb, und wirkte zwischen 1940 und 1949 als Regieassistent, oftmals für Carmine Gallone. 1941 arbeitete er mit Hans Hinrich bei der Regie von Il re del circo zusammen. In den 1950er Jahren inszenierte er zwei Filme, die keinen bleibenden Eindruck hinterließen.

## Filmografie (Auswahl)
- 1941: Il re del circo (Ko-Regie)
- 1952: Ein Kreuz ohne Namen (Una croce senza nome) (auch Buch)
- 1953: La figlia del reggimento (Regie italienische Version von Die Tochter der Kompanie)